# La Cierva
La Cierva és un municipi de la província de Conca, a la comunitat autònoma de Castella-La Manxa. Limita amb Valdemoro-Sierra, Valdemorillo de la Sierra i Cañada del Hoyo.

## Demografia
| 1991 | 1996 | 2001 | 2004 |
| ---- | ---- | ---- | ---- |
| 60   | 60   | 54   | 51   |